# Kobzar
Kobzar — це промо сингл гурту «Гайдамаки», який був виданий обмеженим тиражем у Німеччині, лейблом Eastblok music.

## Трек-лист
1. Efir 	(4:34)
2. Viter Vie (Hard Work As One Studio Rmx)

## Музиканти
- Олександр Ярмола — вокал, сопілка, коса, вірші
- Іван Леньо — акордеон, бек-вокал, цимбали, Hammond BX3, електронні ефекти
- Еугеніу «Хайдук» Дідик — труба, Флюгельгорн
- Іван Ткаленко — бандура, бек-вокал
- Олександр Дем'яненко — гітара, мандоліна
- Руслан Оврас — барабани, перкусія
- Володимир Шерстюк — бас-гітара